# ولودیمیر اوملیان
ولودیمیر ولودیمیری اوملیان (اوکراینی: Володимир Володимирович Омелян؛ زادهٔ ۳۰ ژانویهٔ ۱۹۷۹) دیپلمات، سیاستمدار ارمنی‌تبار اهل اوکراین است. که از تاریخ ۱۴ آوریل ۲۰۱۶ تا کنون در کابینه ولادیمیر گرویسمن سمت وزیر زیرساخت‌های اوکراین را برعهده دارد.

## زندگینامه
در ۳۰ ژانویهٔ ۱۹۷۹ در به دنیا آمد و از دانشگاه لووف و لووف پلی‌تکنیک فارغ التحصیل شد. 